# Луцилиан
Луцилиан (на латински: Lucilianus) e военен командир в Сирмиум по времето на Констанций II. Той служи като командир през 350 г. по време на конфликтите със Сасанидската империя и e comes domesticorum при Констанций Гал.
През 358 -359 г. Луцилиан е изпратен от Констанций заедно с Прокопий да преговаря с Шапур II.
Баща е на Харито, която става римска императрица през 363 – 364 г. и е съпруга на римския император Йовиан. Дядо е на Варониан.